# Prats de Sant Sebastià
Els Prats de Sant Sebastià són una extensa zona humida de la conca del Tordera formada per una àrea de prats inundables que ocupen una superfície de gairebé 15 hectàrees. Es localitzen entre la urbanització «Llac del Cigne» i la via del ferrocarril de RENFE Barcelona-Portbou, al terme de Caldes de Malavella. Aquesta zona humida està inclosa dins l'espai de la Xarxa Natura 2000 ES5120017 "Estanys de Sils-Riera de Santa Coloma".
Es tracta d'un espai molt modificat per l'home, degut als usos agraris predominants. Hi ha diverses rases de drenatge que eviten l'estanyament de l'aigua. Aquesta drena cap a la riera de Santa Maria, afluent del riu Tordera. La presència d'aigua entollada és, per tant, temporal, ja que la zona s'inunda únicament en èpoques de pluja. Actualment a la zona hi ha conreus de cereals i plantacions de plàtans i pollancres. En els herbeis, s'hi deixa pasturar el bestiar o bé s'hi fan prats de dall.

## Flora
Malgrat totes aquestes transformacions, a la zona es conserven encara claps d'herbassars submergits, comunitats de bogar, taques disperses de jonqueres, etc. Són també destacables els prats de dall de terra baixa (Arrhenatheretum elatioris), amb Orchis laxiflora subsp laxiflora, i els herbassars de balcalló (Lythro salicariae-Caricetum ripariae).
Resseguint la riera i la línia de ferrocarril hi ha un bosc de ribera, format per omeda (Lithospermo purpurocaeruleiUlmetum minoris) i freixeneda inundable de terra baixa. Hi són abundants espècies com el salze (Salix alba), l'om (Ulmus minor), el freixe de fulla petita (Fraxinus angustifolia), el gatell (Salix cinerea), el pollancre (Populus nigra), l'auró blanc (Acer campestre), etc. També hi ha salenca, un prat salabrós amb presència d'espècies halòfites, dominat per la gramínia de sòls salins Puccinellia festuciformis i amb presència de Spergularia maritima i Chenopodium glaucum. Altres espècies destacables són Lathyrus nissolia i Juncus compressus ssp compressus.

## Fauna
Pel que fa a la fauna, s'hi ha citat Scolia flavifrons, l'himenòpter més gran d'Europa. Pel que fa a l'avifauna, la zona és freqüentada per diverses espècies d'ardèides, anàtides, limícoles, ràl·lids, etc. Hi és especialment interessant, des del punt de vista conservacionista, la presència de tortuga d'estany (Emys orbicularis).
El drenatge continuat de la zona, els usos agrícoles, l'eutrofització de les aigües i, fins i tot, la contaminació amb aigües residuals urbanes degut al trencament de canonades, limiten el potencial biològic d'aquest espai. Caldria actuar per a revertir aquesta situació i recuperar els prats inundables en la seva totalitat. Cal aturar especialment l'expansió dels conreus, que ha provocat la pèrdua recent de prats de dall.